# 马超俊
马超俊（1886年10月17日—1977年9月19日），原名麟，字星樵，广東省广州府新寧县（今台山市）人。中华民国政治人物、工会组织领导人。倡导劳资协调，是中國勞工權益的先驅。

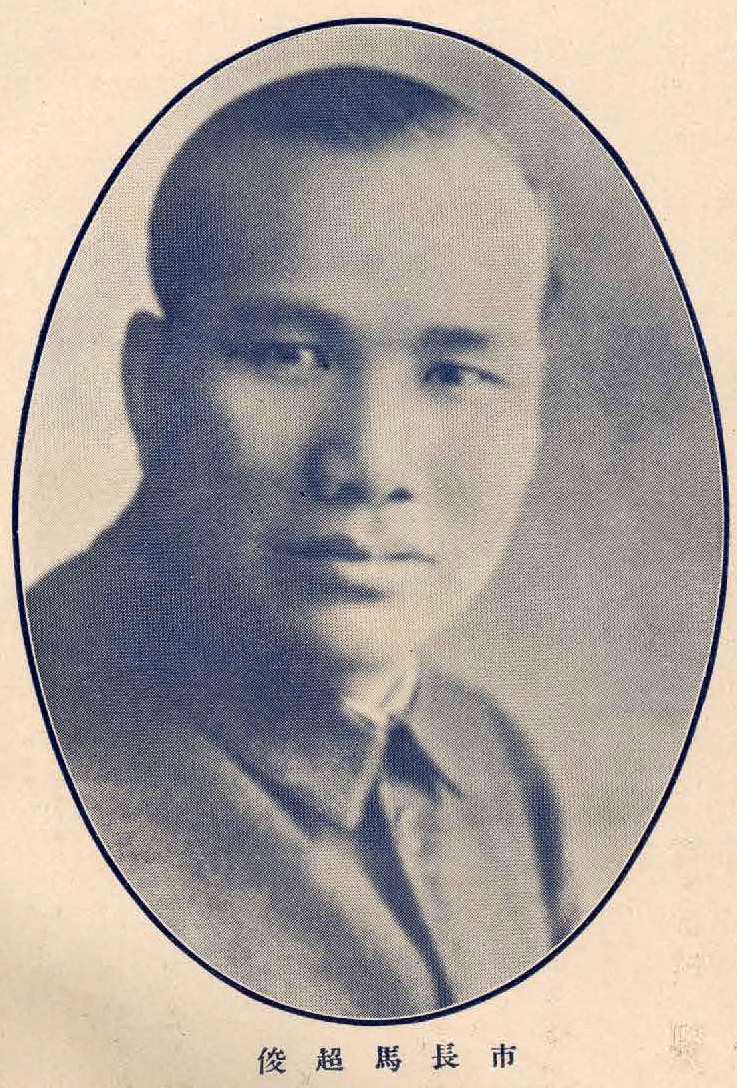

## 生平

### 加入革命派
马超俊出生于一个穷苦家庭。早年学习旧学，参加童試及第秀才。15岁时迁居香港，当工人为生，并参加夜校学习英语。1902年（光緒28年）赴美国，就读于旧金山庇利鲁机器专门学校。其间，在旧金山加入致公堂，经堂长黄三德介绍成为《大同日報》记者。1904年夏，孙中山访问旧金山，马超俊经黄三德介绍与孙中山会面。此后，马超俊开始参加革命黨的活动。
1905年5月，马超俊追随孙中山赴日本。同年秋，入明治大学政经科学习，在校期间加入中国同盟会。1906年2月，马超俊回到香港，继续参加革命派的活動，并且组织成立了華人機器工会。此后，他以研究機械製造的名义，先后组织创办了香港研機書塾、广東機器研究公会等工会组织，作为革命派的据点。此外，馬超俊在革命派举行起义之際，负责提供武器。
1911年10月，武昌起義爆发，馬超俊作为革命派参战。马超俊赴武昌，被湖北軍政府都督黎元洪派往薩鎮冰率领的清朝湖北省軍隊談判，最终成功說服軍隊撤退並投向革命派。

### 追随孙中山
中華民国成立後，馬超俊任黎元洪的都督府顧問。但是黎元洪不断支持袁世凱，馬超俊对此表示反对，并展开批判活動，乃遭到收監。幸而经温宗尧、伍廷芳营救，馬超俊很快获释。1914年（民国2年），袁世凯支持的广東都督龙济光手下的馬存发被馬超俊派出刺客暗殺，馬超俊随后遭龙济光追捕，流亡日本。1916年春，在中華革命党馬超俊认识机师坂本寿一，并他们俩一起参与创设滋賀县的西京八日市飞行学校，训练革命派人士。1917年，馬超俊归国，策划在北京创办民間航空学校，但因張勳復辟发生而未能实现。
1917年9月，孫中山发动護法運動，在广州成立护法軍政府，馬超俊参加，从事劳工運動的組織工作。他先后参与创办了南洋烟草公司職工同志会、粤僑工界聯合会、广東機器工人維持会等工会组织。在旧桂系及陳炯明的紛争下，馬超俊领导工会组织坚决支持孫中山。后被孙中山委任为广东东路第二路游击司令。1923年4月16日，得到孫中山委任擔任從沈鴻英治理下收回的廣東兵工廠副廠長兼總務處長。在同年6月陳炯明反孫時，曾派遣林虎試圖接管該兵工廠，因廠長朱和中潛逃，在馬超俊指揮下廠員擊退林虎軍，朱和中後遭到廠內職工反制，最後遭撤職，廠長一職由馬超俊接任。
馬俊超在廣東兵工廠任內除了提升廠內製槍產能，另一件重要事件是在民國十三年黃埔軍校籌組時，將廠製500桿步槍與4挺機槍撥交給黃埔軍校，這批軍火為黃埔軍校最初取得的武器。
除了兵工廠職務，馬俊超另兼任陆海军大元帅大本营宣传委员会委员。1924年（民国13年），任中国国民党广州市党部執行委員兼工人部部長。馬超俊坚持劳资協調的立场，反对孫中山推進三大政策。

### 从劳资協調到反蒋
孫中山逝世後的1925年（民国14年）春，馬超俊加入反共的孫文主義学会，担任总幹事。1926年至1927年间，赴美国、加拿大考察工人运动。1927年，蒋介石发动清党后归国，出任南京国民政府劳工局局長。同年8月，在上海创办《劳工時報》，倡导劳資合作，反对中国共产党方面的工会。
1928年（民国17年）1月，馬超俊改任广东省政府委员兼农工厅厅长。同年秋，农工厅改为建設厅，馬超俊仍任厅長。1929年（民国18年），兼任中国国民党广州市党部宣传部長。在广州，他还曾任中国国民党广东省党部整理委员、广州市党部执行委员等职。同年5月，作为中国代表出席国際劳工组织（ILO）会议。归国後，因同广東省政府主席陳銘枢对立，辞去了在广東省的各職。同年，当选中国国民党候补中央执行委员。同年8月，任立法院立法委員、劳工法起草委員会召集人。此后作为中国国民党華北党務特派員被派往[天津]]，从事反蒋的对抗活動。同年冬，馬超俊回到南京，任中国国民党中央训练部民众训练处处長。
馬超俊支持孫中山之子孫科，蒋介石软禁胡漢民之后，馬超俊和孫科共同从事反蒋活動。1931年九・一八事变发生后，中国国民党各派大团結。1931年，馬超俊当选中国国民党中央执行委员、中央民众运动指导委员会副主任委员。1931年（民国20年）末，蒋介石一度下野，孫科出任行政院長，馬超俊被任命为南京市市长。但孫科迅速被迫辞去行政院長职务，馬超俊也随之失去南京市長一职。1934年（民国23年）12月，馬超俊任国民政府委員。1935年（民国24年）3月，馬超俊再度出任南京市長。

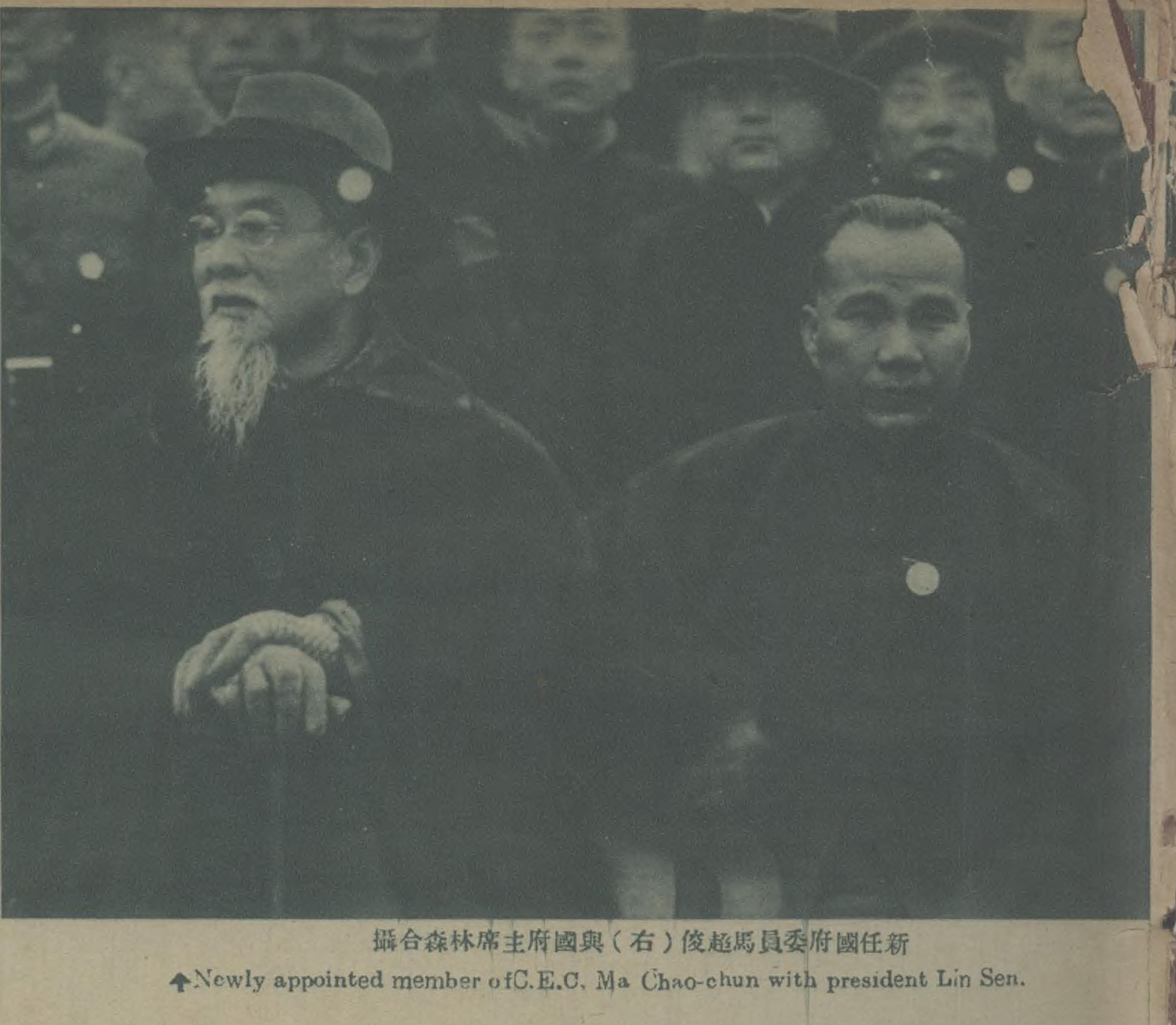
馬超俊和林森

### 抗日战争、晩年
1937年（民国26年）抗日战争爆发，日军占领南京，馬超俊逃往武漢。此後，馬超俊从事抗战中的民衆及社会組織工作。1938年春，馬超俊任中国儿童救济总会理事長、全国慰劳总会副会長。4月，任中国国民党中央社会部副部長。1940年（民国29年），调任中国国民党中央組織部副部長。1942年（民国30年），在重慶和吴铁城等人共同创办南洋華僑总会。1943年，馬超俊就任该会理事長。1945年（民国34年）5月，当选中国国民党第六届中央執行委員。
抗日战争结束后，馬超俊复任南京市市長，办理接收事務。1946年（民国35年）12月，任中国国民党中央農工部部長。同时他还兼任中国国民党中央财务委员会委员。1947年9月，在中国国民党六届四中全会上，当选中央執行委員会常務委員。1948年（民国37年）4月，在南京创立中華民国全国总工会。1948年，当选为第一届国民大会代表。第二次国共内战末期，馬超俊移居台湾。
1950年，被聘为总统府国策顧問。此后，历任中国国民党中央紀律委員会委員、主任委员，華僑協会总会理事長，大陆救济总会常务理事，光復大陸設計研究委員会委員，广東同乡总会理事長，中国国民党中央评议委员会委员等职。1965年（民国54年），与台湾中国文化学院共同创办劳工研究所，任该所理事長。1969年9月退休后，被聘为总统府资政。
1975年10月24日，蔣經國函電宋美齡：

「今為馬超俊先生九十華誕兒曾往賀」

1977年（民国66年）9月19日，馬超俊在台北市病逝，享年92岁（满90歳）。

## 著作
- <三民主义劳工政策>
- <比较劳工政策>
- <中国劳工问题>
- <中国劳工运动史>（四册）
- <馬超俊先生言论集>（四册）

- 傅秉常、马超俊口述自传，中国大百科全书出版社，2009年[2][1]

## 家庭
- 妻：沈慧莲[2]